# Wenceslaus Hollar

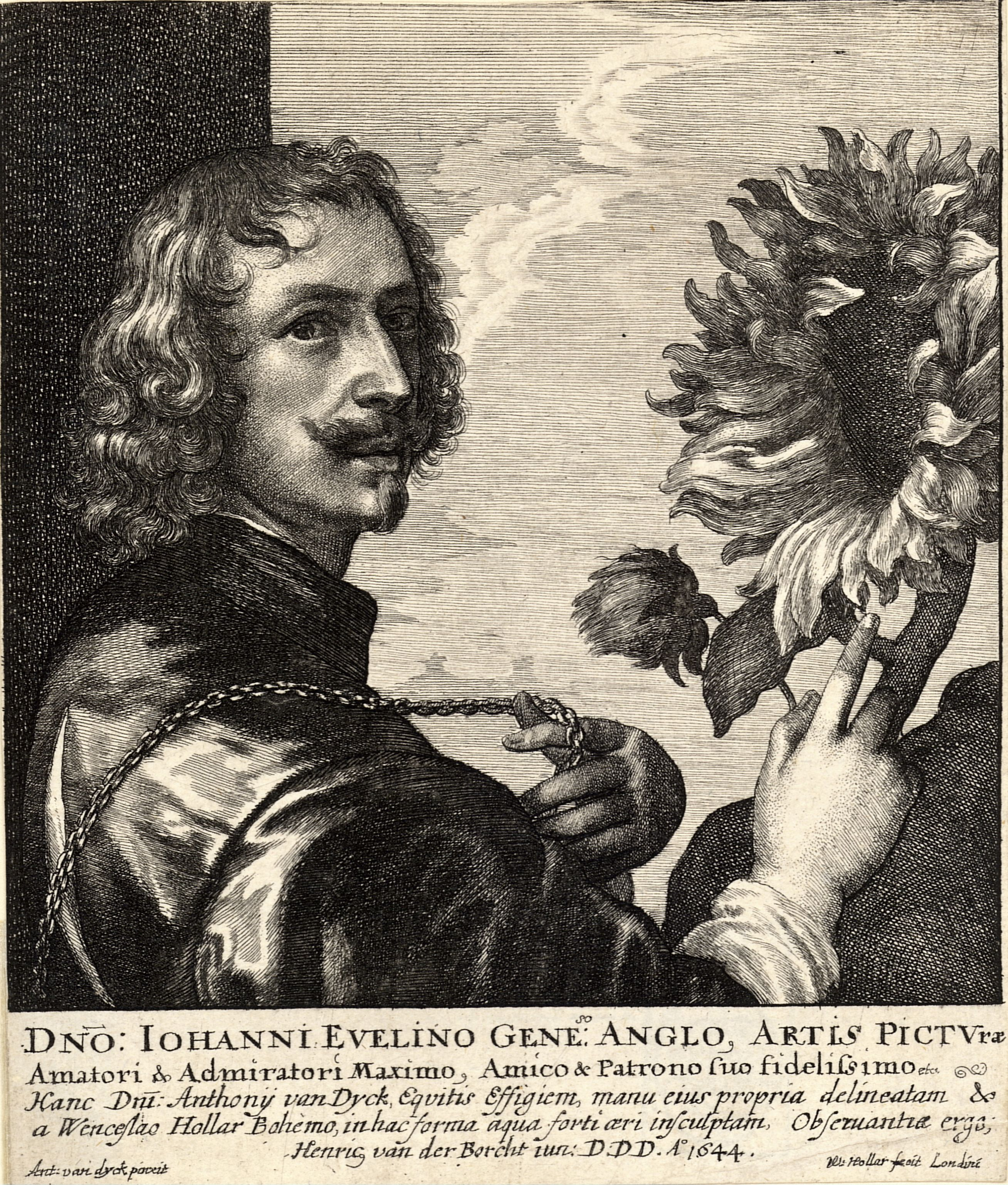
Ritratto di Antoon van Dyck, basato su Autoritratto con girasole

Wenceslaus Hollar o Wenzel Hollar (Praga, 13 luglio 1607 – Londra, 25 marzo 1677) è stato un incisore e acquafortista ceco.

## Biografia
Visse nel XVII secolo: nato a Praga, lavorò soprattutto a Londra. Di lui si ricordano soprattutto alcune decine di incisioni tratte da disegni grotteschi di Leonardo da Vinci. 
È seppellito a Londra, nella chiesa di Santa Margherita.